# Khao Phing Kan
Khao Phing Kan of Ko Khao Phing Kan is een eilandenpaar aan de westkust van Thailand in de Baai van Phang Nga. Ook het kleine Ko Tapu of Khao Tapu hoort ertoe. Het eiland is een deel van het Nationaal Park Ao Phang Nga. Sinds 1974, toen het werd getoond in de James Bond-film The Man with the Golden Gun, heet het in de volksmond James Bondeiland.
Khao Phing Kan betekent "heuvels die tegen elkaar aanleunen", terwijl Ko Tapu kan worden vertaald als "spijker"-eiland. “Ko” betekent eiland en "Khao" heuvel.
Vóór 1974 werd het eiland zelden bezocht. Na de James Bond-film werd het een populaire toeristische bestemming en na 1981 het meest bekende onderdeel van het toen opgerichte Ao Phang Nga nationale park. Sinds 1998 is het verboden voor toeristische boten om Ko Tapu te benaderen om erosie van de kalkstenen rotsen te stoppen.

## Geografie en klimaat

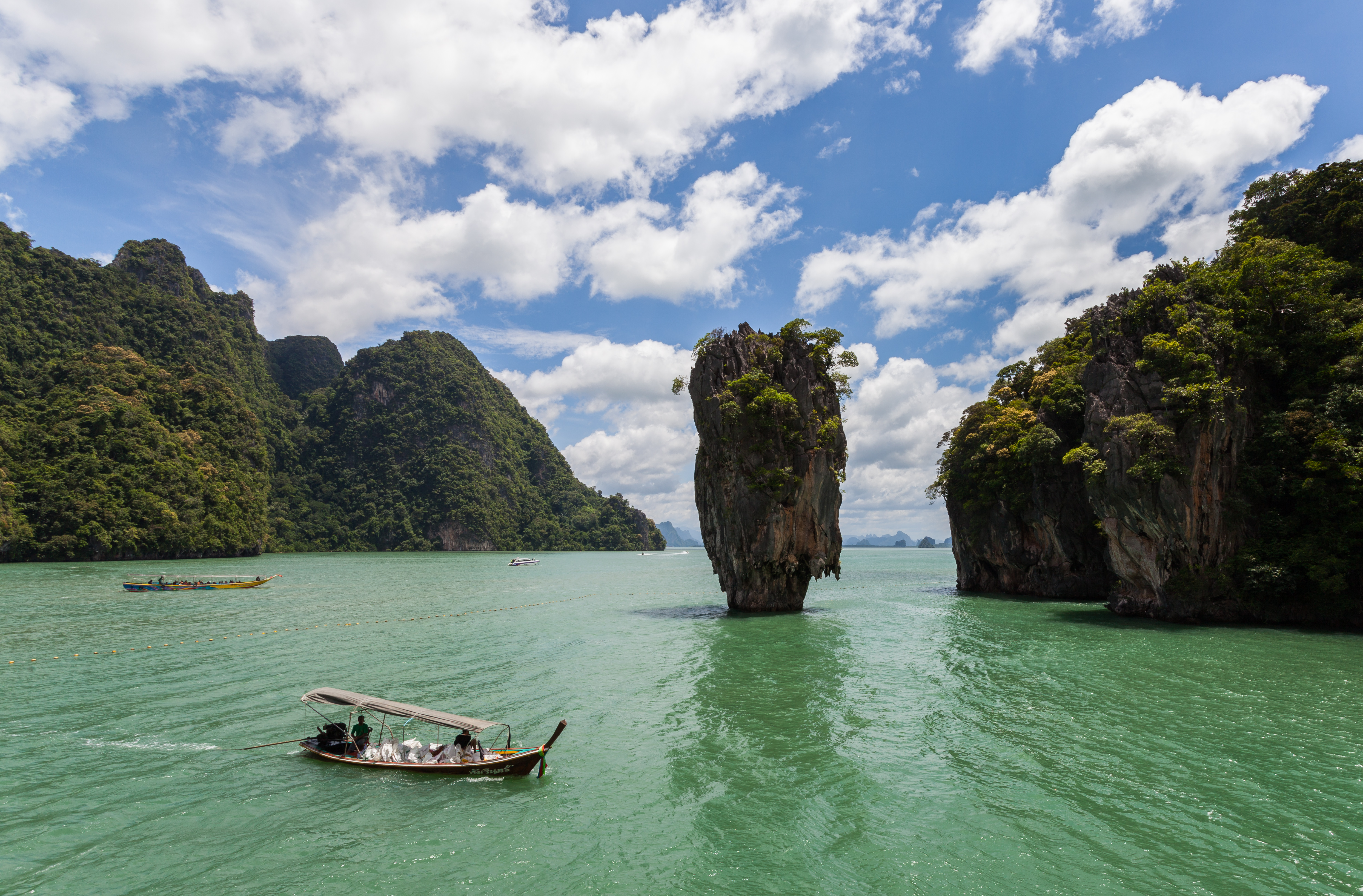
Khao Phing Kan met Ko Tapu

Khao Phing Kan bestaat uit twee beboste eilanden met steile oevers. Ze liggen in het noordwestelijke deel van de baai van Phang Nga, te midden van een groep van een tiental andere eilanden. Het eiland heeft een paar grotten en twee zandstranden, op het zuidwestelijke deel en tussen de twee eilanden. De stranden en grotten worden regelmatig overspoeld bij hoogwater zodat de toegang tot sommige grotten alleen mogelijk is tijdens laag water. Het water rond het eiland is slechts een paar meter diep en lichtgroen van kleur. De bodem is bedekt met slib, dat afkomstig is van verschillende rivieren uit het noorden.
Ko Tapu is een kalkstenen rots van 20 meter hoog en een toenemende diameter van 4 meter in de buurt van het waterpeil tot ongeveer 8 meter bovenaan.
Het eiland is gevormd in de Permperiode uit een koraalrif. Dit is na tektonische bewegingen gescheurd, en de onderdelen werden verspreid over het gebied en overspoeld door de stijgende zee. Wind en water vormden uiteindelijk de eilanden, soms met eigenaardige vormen, zoals Ko Tapu.
Het eiland heeft een tropisch klimaat, gekenmerkt door veel regen en een stabiele temperatuur.

## Flora en fauna

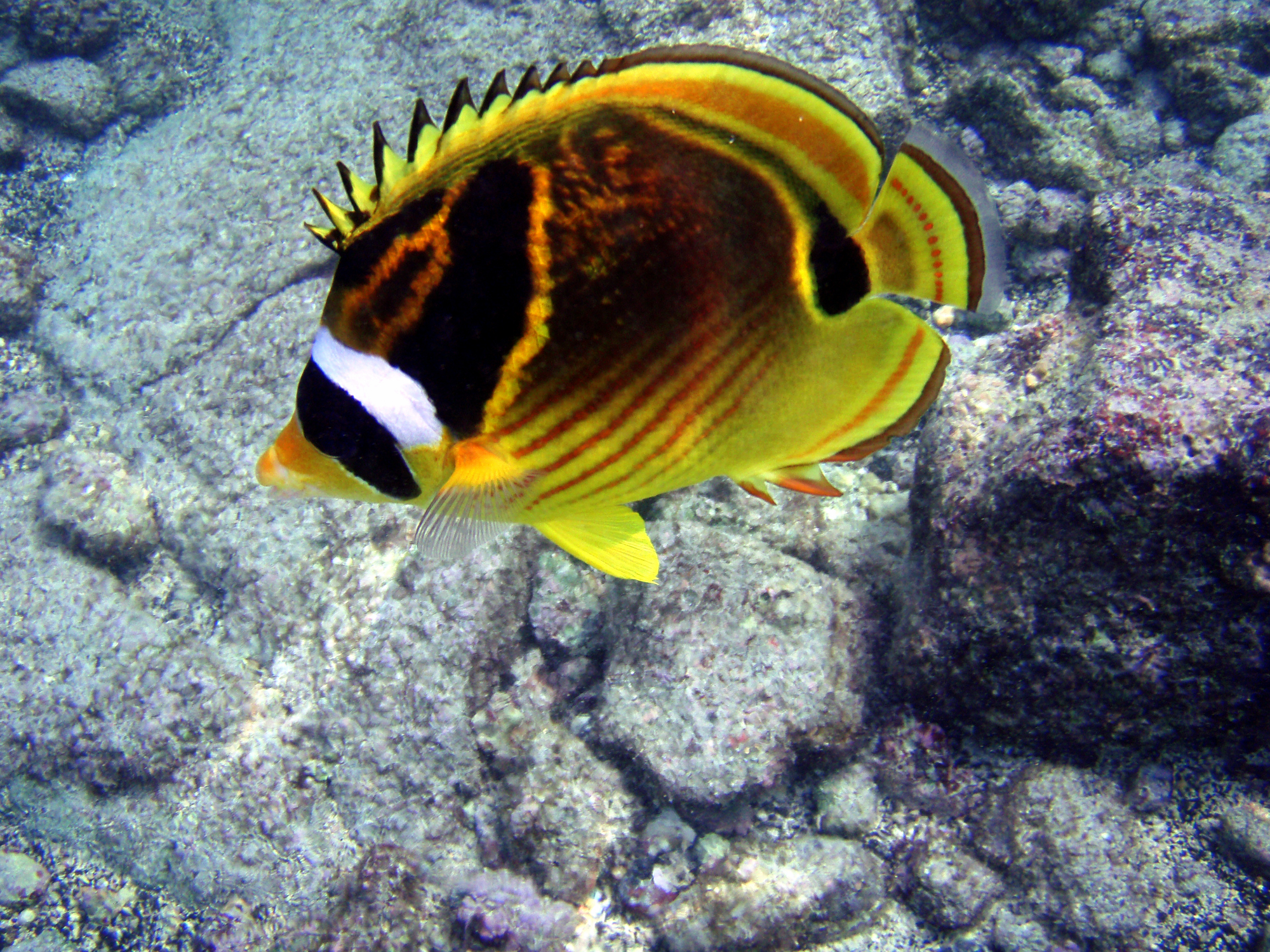
Koraalvlinder

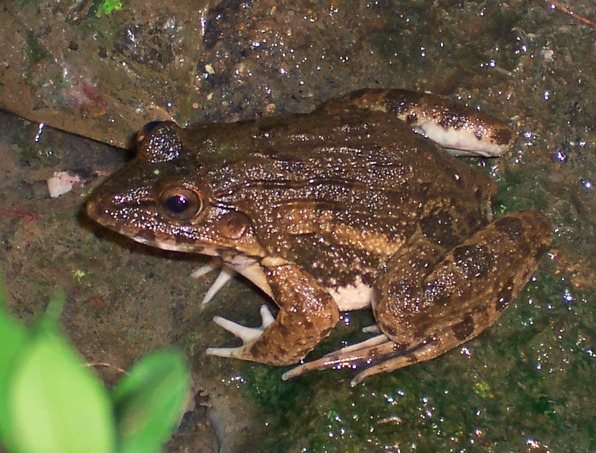
Fejervarya cancrivora

Het grootste deel van het eiland is bedekt met loofbos. Sommige planten, zoals een Euphorbia- en een vijgcactussoort, groeien op bijna bodemloze kliffen, en overleven op regenwater. Het ondiepe water, de stabiele hoge temperatuur en het rijke aanbod van voedingsstoffen vanuit de mangrovebossen en verschillende rivieren leiden tot overvloedige hoeveelheden plankton en andere zeedieren en -planten. De baai rond het eiland herbergt 26 soorten reptielen, 24 soorten vissen (veelal gebonden aan het koraalrif, zoals de koraalvlinders), 14 soorten garnalen, 15 soorten krabben en verschillende soorten haaien. Veel voorkomende zeebewoners zijn Portunus (Portunus) pelagicus, tong, ansjovis, makreel, murenen, kogelvissen en hersenkoraal. Verder zijn er roodwieren en zeegras. Een van de hier voorkomende amfibieën is de bijzondere kikkersoort Fejervarya cancrivora, die in zoutwater kan overleven. Onder de ruim honderd soorten vogels in het gebied zijn verschillende reigersoorten, zoals de mangrovereiger en de kleine zilverreiger.